# Santiago Giraldo
Santiago Giraldo (Pereira, 27 de novembro de 1987)  é um tenista profissional colombiano.
Por diversas vezes foi o tenista número 1 da Colômbia. . 
Santiago faz parte da Equipe Colombiana de Copa Davis.

## Carreira
O colombiano começou em 2006 no circuito da ATP mostrando-se um bom garoto para o futuro do tênis colombiano. Giraldo estreou com vitória em 2006 pela Copa Davis contra a Venezuela. 
Em 2007 classificou-se pela primeira vez para o quadro principal do Grand Slam de Roland Garros.  
Em 2008 participou dos torneios ATP Masters 1000 de Indian Wells e Miami, e do Grand Slam de Roland Garros. 
Em 2010 participou pela primeira vez dos Grand Slams do Aberto da Austrália, Wimbledon e US Open. 
Seu melhor resultado em Grand Slams foi obtido em Roland Garros em 2012, quando superou o australiano Bernard Tomic por 6-4, 6-1 e 6-3.
Em julho de 2013, Santiago mudou-se para Bradenton(USA) para trabalhar con sua equipe composta por seu treinador Felipe Beron, seu preparador físico Niels Renzenbrik, nutricionista Andrew Terman e sua manager Carmiña Giraldo.
Em 2014, Santiago foi finalista do torneio ATP 500 de Barcelona, mas perdeu o título para o japonês Kei Nishikori. No torneio Masters 1000 de Madrid teve uma espetacular performance, pois venceu tenistas como Lleyton Hewitt, Jo-Wilfried Tsonga e Andy Murray para chegar nas quartas de final, onde foi derrotado pelo espanhol Roberto Bautista. 
Participações em Grand Slam:
Australian Open: 2010, 2011, 2013, 2014
Roland Garros: 2007, 2008, 2009, 2010, 2011, 2012, 2013
Wimbledon: 2010, 2011, 2012, 2013
US Open: 2010, 2011, 2012, 2013
Grand Slam
| Torneio         | 2008 | 2009 | 2010 | 2011 | 2012 | 2013 | 2014 |
| --------------- | ---- | ---- | ---- | ---- | ---- | ---- | ---- |
| Australian Open | A    | A    | 2R   | 2R   | 2R   | 1R   | 1R   |
| Roland Garros   | 1R   | 1R   | 1R   | 1R   | 3R   | 1R   |      |
| Wimbledon       | A    | A    | 1R   | 1R   | 1R   | 2R   |      |
| US Open         | A    | A    | 1R   | 1R   | 1R   | 1R   |      |

## Títulos

### Simples
| Legenda (Simples)               |
| Grand Slam (0)                  |
| ATP World Tour Masters 1000 (0) |
| ATP World Tour 500 (0)          |
| ATP World Tour 250 (0)          |
| ATP Challenger Tour (7)         |
| ITF Futures (3)                 |

| N.  | Data            | Torneio                     | Piso     | Oponente na final | Placar           |
| 1.  | 9 Outubro 2005  | Medellin, Colombia          | Saibro   | Luciano Vitullo   | 2–6, 6–4, 7–5    |
| 2.  | 7 Maio 2006     | Cali, Colombia              | Saibro   | Carlos Salamanca  | 6–4, 6–2         |
| 3.  | 25 Junho 2006   | Sorocaba, Brasil            | Saibro   | Eduardo Portal    | 7–6(6), 6–2      |
| 4.  | 23 Julho 2006   | Bogota, Colombia            | Saibro   | Bruno Echagaray   | 6–3, 1–6, 6–2    |
| 5.  | 18 Março 2007   | Bogota, Colombia            | Saibro   | Flávio Saretta    | 7–6(4), 6–2      |
| 6.  | 14 Outubro 2007 | Quito, Equador              | Saibro   | Giovanni Lapentti | 7–6(4), 6–4      |
| 7.  | 17 Janeiro 2009 | Salinas, Equador            | Duro     | Michael Russell   | 6–3, 6–2         |
| 8.  | 17 Abril 2009   | San Luis Potosi, Mexico     | Saibro   | Paolo Lorenzi     | 6–2, 6–7(3), 6–2 |
| 9.  | 11 Outubro 2009 | Sacramento, California, EUA | Duro     | Jesse Levine      | 7-6(4), 6-1      |
| 10. | 18 Abril 2010   | Pereira, Colombia           | Duro (i) | Paolo Lorenzi     | 6-3, 6-3         |

vice-campeão
- 2007 Bogotá para Marcos Daniel
- 2007 San Luis Potosi para o espanhol Fernando Vicente